# Onthophagus rubenticollis
Onthophagus rubenticollis là một loài bọ cánh cứng trong họ Bọ hung (Scarabaeidae).